# Danilo Pantić
Danilo Pantić (ur. 26 października 1996 w Rumie) – serbski piłkarz grający na pozycji pomocnika w węgierskim Fehérvár FC.

## Życiorys
W czasach juniorskich trenował w belgradzkim FK Partizan. W 2013 roku dołączył do seniorskiego zespołu tego klubu. W rozgrywkach Super liga Srbije zadebiutował 26 maja 2013 w wygranym 5:0 meczu ze Spartakiem Subotica. Na boisku pojawił się w 70. minucie, zmieniając Vladimira Volkova. 23 lipca 2015 został piłkarzem Chelsea F.C. W latach 2015–2018 był wypożyczany kolejno do holenderskich Vitesse i SBV Excelsior oraz do Partizana.